# Parnassia petitmenginii
Parnassia petitmenginii är en benvedsväxtart som beskrevs av H. Lév. Parnassia petitmenginii ingår i släktet Parnassia och familjen Celastraceae. Inga underarter finns listade.